# Shin-Kūkō-Autobahn
Die Shin-Kūkō-Autobahn (jap. 新空港自動車道, Shin-Kūkō jidōshadō; wörtlich: „Neuer-Flughafen-Autobahn“, engl. Shin-Kuko Expressway) ist eine sehr kurze Autobahn in Japan. Sie trägt die Nummer E65.
Die Autobahn verbindet den Flughafen Tokio-Narita mit der Higashi-Kantō-Autobahn östlich von Tokio. Die Autobahn hat 2 × 2 Fahrspuren und ist 4 Kilometer lang. Am 21. Mai 1978 wurde die Autobahn für den Verkehr eröffnete. Im Jahr 2002 fuhren täglich ca. 12.000 Fahrzeuge über die Autobahn. Die Höchstgeschwindigkeit liegt bei 100 km/h.